# Hacıqabul (district)
Hacıqabul (ook geschreven als Hajigabul) is een district in Azerbeidzjan.
Hacıqabul telt 68.300 inwoners (01-01-2012) op een oppervlakte van 1630 km²; de bevolkingsdichtheid is dus 41,9 inwoners per km².

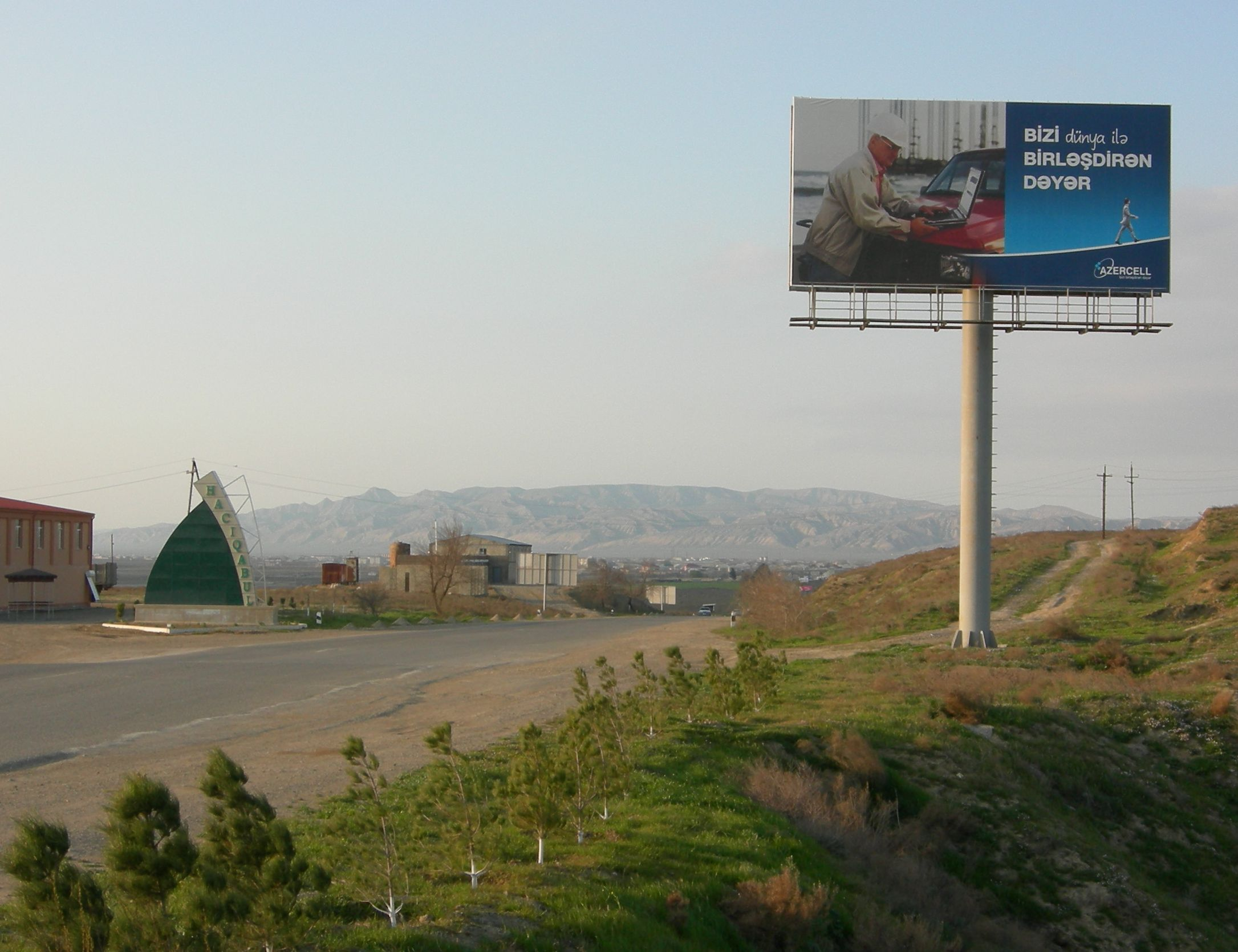